# Alix av Luxemburg
Alix av Luxemburg (Alix Marie Anne Antoinette Charlotte Gabrielle), född 24 augusti 1929 på Bergs slott i Colmar-Berg i Luxemburg, död 11 februari 2019 på slottet i Beloeil i Hainaut i Belgien, var en luxemburgsk prinsessa. Hon är dotter till Felix av Bourbon-Parma och Charlotte, storhertiginna av Luxemburg och faster till storhertig Henri av Luxemburg.
Hon gifte sig 17 augusti 1950 med Antoine Maria Joachim Lamoral de Ligne, prins av Ligne, och paret fick sju barn.